# برونو رودريغو
برونو رودريغو (بالبرتغالية: Bruno Rodrigo) (12 أبريل 1985 ببلدية أندرادينا في البرازيل - ) هو لاعب كرة قدم برازيلي في مركز الدفاع. لعب مع جمعية بورتوغيزا الرياضية ونادي سانتوس ونادي كروزيرو.

## روابط خارجية
- برونو رودريغز على موقع الاتحاد الدولي (مؤرشف)  (الإنجليزية)
- برونو رودريغز على موقع قاعدة بيانات كرة القدم.إي يو (الإنجليزية)
- برونو رودريغز على موقع Soccerway.com (الإنجليزية)
- برونو رودريغز على موقع AS.com (الإسبانية)